# Episodi de La signora in giallo (ottava stagione)
L'ottava stagione della serie televisiva La signora in giallo è composta da 22 episodi, trasmessi per la prima volta negli Stati Uniti sul canale CBS tra il 15 settembre 1991 e il 17 maggio 1992.
In Italia, gli episodi sono stati trasmessi in prima visione e in disordine dal 12 gennaio all'11 febbraio 1994.
| nº | Titolo originale                    | Titolo italiano                 | Prima TV USA      | Prima TV Italia  |
| -- | ----------------------------------- | ------------------------------- | ----------------- | ---------------- |
| 1  | Bite the Big Apple                  | New York, New York!             | 15 settembre 1991 | 12 gennaio 1994  |
| 2  | Night Fears                         | Lezione di criminologia         | 22 settembre 1991 | 13 gennaio 1994  |
| 3  | Unauthorized Obituary               | Il sasso nello stagno           | 29 settembre 1991 | 28 gennaio 1994  |
| 4  | Thicker Than Water                  | Bentornato, fratello            | 6 ottobre 1991    | 21 gennaio 1994  |
| 5  | Lines of Excellence                 | Attenti al computer             | 3 novembre 1991   | 14 gennaio 1994  |
| 6  | Judge Not                           | La morte a tempo di blues       | 10 novembre 1991  | 24 gennaio 1994  |
| 7  | Terminal Connection                 | L'ultimo numero sulla memoria   | 17 novembre 1991  | 1º febbraio 1994 |
| 8  | A Killing in Las Vegas              | Omicidio a Las Vegas            | 24 novembre 1991  | 20 gennaio 1994  |
| 9  | The Committee                       | Una sentenza di morte           | 1º dicembre 1991  | 31 gennaio 1994  |
| 10 | The List of Yuri Lermentov          | I nostri agenti in Libia        | 15 dicembre 1991  | 17 gennaio 1994  |
| 11 | Danse Diabolique                    | Danse Diabolique                | 5 gennaio 1992    | 27 gennaio 1994  |
| 12 | The Witch's Curse                   | La maledizione della strega     | 12 gennaio 1992   | 25 gennaio 1994  |
| 13 | Incident in Lot 7                   | La casa delle tenebre           | 19 gennaio 1992   | 4 febbraio 1994  |
| 14 | The Monte Carlo Murders             | Delitti in riviera              | 2 febbraio 1992   | 2 febbraio 1994  |
| 15 | Tinker, Tailor, Liar, Thief         | Le pentole del diavolo          | 1º marzo 1992     | 8 febbraio 1994  |
| 16 | Ever After                          | Per sempre                      | 8 marzo 1992      | 18 gennaio 1994  |
| 17 | To the End Will I Grapple With Thee | L'ultima vendetta               | 15 marzo 1992     | 19 gennaio 1994  |
| 18 | Programmed for Murder               | Trasfusione di morte            | 5 aprile 1992     | 3 febbraio 1994  |
| 19 | Day of the Dead                     | Il giorno dei morti             | 26 aprile 1992    | 26 gennaio 1994  |
| 20 | Angel of Death                      | L'angelo della morte            | 3 maggio 1992     | 11 febbraio 1994 |
| 21 | Badge of Honor                      | La morte fa il brindisi         | 10 maggio 1992    | 9 febbraio 1994  |
| 22 | Murder on Madison Avenue            | Codice d'accesso per un delitto | 17 maggio 1992    | 10 febbraio 1994 |

## New York, New York
- Titolo originale: Bite the Big Apple
- Diretto da: David Moessinger
- Scritto da: David Moessinger

La signora Fletcher ha accettato un incarico come insegnante di criminologia all'università e così per tre giorni alla settimana deve trasferirsi a New York. Seth Hazlitt la mette in guardia dall'ambiente della Grande Mela, ma Jessica decide comunque di prendere un piccolo appartamento. Tuttavia il vecchio proprietario dell'appartamento, Mike Freelander, viene ucciso e Jessica trova la casa messa a soqquadro. La donna ovviamente comincia a indagare e le cose si complicano quando anche il fratello e socio in affari di Freelander viene trovato morto.

## Lezione di omicidio
- Titolo originale: Night Fears
- Diretto da: Antohny Pullen Shaw
- Scritto da: J. Michael Straczynski

Jessica comincia a insegnare a un gruppo di studenti, per la maggior parte membri delle forze dell'ordine. Poco dopo scopre che nel campus si aggira un individuo losco che ha già aggredito molti ragazzi e viene sfidata da Wallace Evans (ex poliziotto ed ex docente del corso di Jessica) a risolvere il caso.

## Il sasso nello stagno
- Titolo originale: Unauthorized Obituary
- Diretto da: Walter Grauman
- Scritto da: Robert E. Swanson

Jane Dawson è una nota scrittrice specializzata nel pubblicare biografie in cui racconta i segreti più scandalosi dei vip. Per il suo prossimo lavoro cerca di carpire tutti i particolari della vita privata di Ellen Lombard, una famosa attrice di Hollywood che ha abbandonato i riflettori svariati anni prima. Ellen e suo marito Arthur Brent sono vecchi amici di Jessica, la quale si trova invischiata in una difficile indagine quando la signora Dawson viene trovata morta nella sua vasca da bagno e Arthur viene visto fuggire dall'abitazione della scrittrice.

## Bentornato, fratello
- Titolo originale: Thicker Than Water
- Diretto da: Anthony Pullen Shaw
- Scritto da: Lawrence DiTillio

Il fratello minore dello sceriffo Metzger, Wayne, si presenta inaspettatamente a Cabot Cove; fra i due non corre buon sangue in quanto Wayne, che è sempre stato un ragazzo ribelle, in passato ha avuto dei guai con la giustizia. Nonostante ciò, lo sceriffo gli trova un lavoro come aiutante del pescatore Zach Franklin, ma quando Zach scompare con una considerevole somma di denaro, Mort comincia a credere che ci sia lo zampino di suo fratello. La situazione si complica notevolmente quando viene trovato il cadavere di Terry Montagne, socio in affari di Zach.

## Attenti al computer
- Titolo originale: Lines of Excellence
- Diretto da: Walter Grauman
- Scritto da: J. Michael Straczynski

Quando la sua fedele macchina da scrivere si guasta, la signora Fletcher decide di imparare a usare il più moderno computer e, per intraprendere questo nuovo percorso, si fa aiutare da un suo giovane e brillante allievo, Michael Rossari. Questi infatti lavora per una compagnia che fornisce computer e insegna agli acquirenti come usarli. Poco dopo però il proprietario della compagnia, Alan Miller, viene strangolato nel suo ufficio e Michael, che ha avuto un passato turbolento, viene sospettato del delitto. Jessica però non ci crede e comincia a indagare per conto suo.

## La morte a tempo di blues
- Titolo originale: Judge Not
- Diretto da: Chuck Bowman
- Scritto da: Gerald Di Pego

Jessica si reca a New Orleans per assistere al funerale di un suo vecchio amico, il musicista blues John "Daddy" Coop, ma poco dopo lei e la vedova di Coop trovano il cadavere di Jack Lee Johnson, caro amico del defunto. Quando Melinda comincia a ricevere strane telefonate minatorie, Jessica decide di indagare, nonostante le rimostranze di John Coop Jr., poliziotto e figlio di Coop la donna si convince che è tutto collegato alla morte dell'amante di Coop: Luna Santee, avvenuta vent'anni prima.

## L'ultimo numero sulla memoria
- Titolo originale: Terminal Connection
- Diretto da: Walter Grauman
- Scritto da: Robert E. Swanson

Mentre si trova in California per promuovere il suo nuovo libro, Jessica viene invitata a Santa Barbara nella villa dei suoi amici Clark e Ginny Blanchard. Jessica scopre ben presto che Clark spesso torna a casa ubriaco e picchia Ginny, così quando Clark viene trovato morto nella loro casa, colpito alla testa con un attizzatoio, Ginny diviene la principale sospettata.

## Omicidio a Las Vegas
- Titolo originale: A Killing in Las Vegas
- Diretto da: Anthony Pullen Shaw
- Scritto da: Bruce Lansbury

Jessica è a Las Vegas per partecipare a una conferenza e accetta l'invito di una sua giovane conoscente, Susan Hartley, che lavora come barista in un casinò insieme al suo fidanzato croupier Eddie Wheaton. Quando il direttore del casinò, Jerry Pappas, viene spinto giù dalla finestra del suo attico, Eddie viene creduto responsabile e la signora Fletcher cerca in ogni modo di scagionarlo.

## Una sentenza di morte
- Titolo originale: The Committee
- Diretto da: Jerry Jameson
- Scritto da: J. Michael Straczynski

Winston Devermore, caro amico di Jessica, la invita a prendere parte come oratrice a una seduta dell'Avernus Club, un esclusivo ritrovo per soli uomini. Dopo la serata però uno dei membri del club, Lawrence Cayle, viene trovato morto e Jessica scopre che l'uomo era stato oggetto di un vero e proprio processo da parte del comitato esecutivo. La sentenza sul destino di Cayle era stata espressa mediante una votazione con delle biglie bianche e nere, ma Jessica si accorge che i conti non tornano.

## I nostri agenti in Libia
- Titolo originale: The List of Yuri Lermentov
- Diretto da: Anthony Pullen Shaw
- Scritto da: Tom Sawyer

Il deputato del Congresso Arthur Prouty insiste per donare a Jessica una copia del libro sulla pesca da lui scritto, ma al suo interno capita per errore un appunto dell'agente del KGB Yuri Lermentov. La spia sovietica si reca nella suite di Jessica per recuperare il biglietto, ma viene ucciso. La signora Fletcher si rivolge allora al suo vecchio amico Michael Hagarty, che era in trattative con Lermentov per la consegna di una lista di agenti britannici a rischio. La polizia sospetta che Hagarty sia l'assassino, ma Jessica non ci crede.

## Danse Diabolique
- Titolo originale: Danse Diabolique
- Diretto da: Alexander Singer
- Scritto da: Jo William Philipp

Jessica si trova a San Francisco per assistere a un balletto messo in scena dalla compagnia di Geoffrey Presser, che sta attraversando delle serie difficoltà. Lo spettacolo, dal titolo "Danse Diabolique" è stato realizzato solo due volte e in entrambi i casi la prima ballerina è morta in scena, perciò al riguardo c'è molta preoccupazione. In questo caso nelle vesti di prima ballerina è stata scelta Claudia Cameron, moglie di Presser e amica di Jessica, ma poco prima del debutto la matura danzatrice viene sostituita dalla giovane e ambiziosa Lily Roland. Il protagonista maschile Damien Bolo non perde occasione per esprimere la sua contrarietà al cambiamento, non sopportando Lily, e le cose si mettono male per lui quando Lily cade a terra morta durante lo spettacolo.

## La maledizione della strega
- Titolo originale: The Witch's Course
- Diretto da: Jerry Jameson
- Scritto da: Tracy Friedman

Seth Hazlitt sta allestendo uno spettacolo basato sulla storia di una donna arsa per stregoneria e il ruolo della protagonista viene affidato alla nuova arrivata Mariah Osborne. La donna è così brava che a Cabot Cove comincia a diffondersi la diceria che sia una vera strega e infatti Mariah viene incolpata di tutti i recenti fatti criminosi, come la caduta del giudice Willard Clinton dal campanile della chiesa e l'incendio a casa dell'assicuratore Nate Parsons. Ovviamente la signora Fletcher non crede alla colpevolezza di Mariah e cerca di scoprire la verità.

## La casa delle tenebre
- Titolo originale: Incident in Lot 7
- Diretto da: Anthony Pullen Shaw
- Scritto da: J. Michael Straczynski

La signora Fletcher si trova a Los Angeles presso gli Universal Studios, dove si sta per girare un film ispirato a un suo romanzo. Qui Jessica conosce il produttore Darryl Heyward, il quale si sta facendo molti nemici sul set, licenziando il giovane sceneggiatore John Cavershaw e chiudendo brutalmente la propria relazione con l'attrice Monica Chase. Jessica si vede costretta a indagare quando l'odiato Heyward viene ritrovato cadavere nella casa utilizzata per le riprese del film Psyco.
- Guest Star: Ron Glass, Ron Leibman, Henry Gibson, Lar Park-Lincoln, Michelle Johnson, Paula Prentiss, Stuart Whitman

- Nota: È uno dei pochi episodi che lascia un mistero in sospeso. Infatti, sebbene l’omicidio venga risolto da Jessica, alla fine si nota che nella casa di Psyco c’è qualcuno che guarda la sig.ra Fletcher da una finestra, nonostante la casa dovrebbe essere chiusa e vuota.

## Delitti in riviera
- Titolo originale: The Monte Carlo Murders
- Diretto da: Jerry Jameson
- Scritto da: Bruce Lansbury

Jessica si trova a Monte Carlo per fare visita alla sua amica Annie Floret, proprietaria di un prestigioso hotel che gestisce insieme all'amorevole figlio Richie. La signora Fletcher, che non vedeva Annie da dieci anni, scopre che la donna è molto indebitata e che deve consegnare entro pochi giorni una forte somma di denaro al losco uomo d'affari Earl Harper per non perdere l'hotel. Harper però viene trovato morto nella sua camera, pugnalato con delle forbici e dalla stanza sparisce un prezioso diamante appartenente alla moglie di Harper, Cynthia. Del delitto viene incolpato Peter Templeton, impiegato dell'hotel con dei piccoli trascorsi criminali, ma Annie confida a Jessica di essere convinta che il vero assassino sia Richie.

## Le pentole del diavolo
- Titolo originale: Tinker, Tailor, Liar, Thief
- Diretto da: Peter Salim
- Scritto da: Robert E. Swanson

Jessica è a Londra, dove incontra il vice-console americano John Thurston, che le presenta Nigel Atkins, impiegato del Ministero degli Interni. Poco più tardi Jessica trova Atkins morto, ma all'arrivo della polizia il cadavere è scomparso. L'ispettore Stillwell afferma di essersi messo in contatto con Atkins, che è vivo e si trova fuori dal paese, ma la signora Fletcher vuole vederci chiaro.

## Per sempre
- Titolo originale: Ever After
- Diretto da: Anthony Pullen Shaw
- Scritto da: Robert van Scoyk

A New York Jessica fa amicizia con la sua nuova vicina di casa, la popolare attrice Joanna Rollins. La donna sta vivendo un momento di crisi con il suo fidanzato, il collega Sonny Lane, che è appena stato licenziato dalla soap opera in cui i due recitano da anni. A poca distanza dalla rottura con Sonny, Joanna si fidanza con l'anziano milionario Walter Bowman, anche se il loro rapporto è ostacolato dalla figlia di lui, la problematica Marci. Qualche sera dopo il matrimonio fra i due, mentre Joanna e Jessica sono fuori a cena, Walter viene ucciso in casa con un colpo di fucile, apparentemente da qualcuno che si è nascosto nell'armadio. Jessica però ha dei dubbi al riguardo e cerca di scoprire la verità.

## L'ultima vendetta
- Titolo originale: To the End Will I Grapple With Thee
- Diretto da: Walter Grauman
- Scritto da: J. Michael Straczynski

Sean Cullane, un amico irlandese di Jessica ha appena cominciato a insegnare nella sua stessa università quando in città si presenta una sua vecchia conoscenza, Michael O'Connor. I due sono cresciuti insieme ma Sean è diventato poliziotto, mentre Michael ha intrapreso la strada della criminalità. Quando Michael provoca Sean, questi lo minaccia di morte davanti a molti testimoni e quando l'uomo viene davvero trovato morto, Sean è il primo sospettato.

## Trasfusione di morte
- Titolo originale: Programmed for Murder
- Diretto da: Jerry Jameson
- Scritto da: Tom Sawyer

A Cabot Cove è appena arrivato un giovane e innovativo medico, Jonas Beckwith, ma il dottor Hazlitt non è molto contento del nuovo collega. Nel frattempo la signora Fletcher ha un problema con il computer e chiede aiuto all'amica Harriet Wooster, una giovane imprenditrice che ha creato con successo una piccola società di software. Ultimamente Harriet soffre di alcuni problemi gastrici, ma il dottor Hazlitt ha interpretato i suoi sintomi come stress e le ha consigliato di riposarsi; Harriet decide di seguire il suo consiglio ed è in procinto di vendere la sua società a una grossa compagnia di Boston, ma muore improvvisamente a causa di un'ulcera non diagnosticata. Seth si sente responsabile ma Jessica capisce che Harriet non è morta per cause naturali.

## Il giorno dei morti
- Titolo originale: Day of the Dead
- Diretto da: Anthony Pullen Shaw
- Scritto da: Mark A. Burley

Jessica si trova in Messico con l'amico archeologo Cyrus Ramsey, ma appena arrivata scopre che la notte precedente è stata trafugata dal museo la preziosa maschera funeraria dell'imperatore Montezuma. Il giorno seguente, durante la tradizionale festa dei morti, il magnate locale Enrico Montejano viene ucciso con un colpo al cuore e gli viene posta sul volto la maschera di Montezuma. Il primo sospettato è il direttore dell'hotel di Montejano, Juan García, che aveva avuto un duro scontro con il morto accusandolo di avere una relazione con sua figlia Rosa.

## L'angelo della morte
- Titolo originale: Angel of Death
- Diretto da: Walter Grauman
- Scritto da: Robert E. Swanson

Martin Tremaine è un vecchio amico di Jessica che la invita nella sua villa in California per farle leggere il copione dello spettacolo teatrale che ha appena finito di scrivere. Jessica trova l'opera di Martin troppo tetra e, quando glielo fa notare, l'uomo le confessa il suo timore di essere divenuto pazzo; Martin infatti si sente molto in colpa per il suicidio dell'amata moglie Vivian, a tal punto che ha frequenti apparizioni della donna. Poco dopo l'arrivo di Jessica, il marito della figliastra di Martin, Philip,  viene ucciso, e la signora Fletcher si vede costretta a indagare.
● Guest Star: Darren McGavin (Martin), Michael Canavan (Philip), Ken Kercheval (Alex), Noble Willingham (Sceriffo)

## La morte fa il brindisi
- Titolo originale: Badge of Honor
- Diretto da: David Moessinger
- Scritto da: David Moessinger

Il dottor Hazlitt è felice per l'imminente arrivo a Cabot Cove del suo vecchio commilitone Ben Oliver, fino ad allora creduto morto. In città però arriva anche un investigatore privato di nome Lawrence Jarvis, che racconta a tutti che Ben è stato accusato di aver rapinato una gioielleria di Detroit. Ben riesce a trovare lavoro come venditore di barche presso l'imprenditore Mason Porter, ma poco dopo Porter viene derubato e ucciso e parte del denaro viene ritrovata a casa di Ben.

## Codice d'accesso per un delitto
- Titolo originale: Murder on Madison Avenue
- Diretto da: Jerry Jameson
- Scritto da: Bruce Lansbury

Meredith Delaney è la vicepresidente della Marathon Toys, una importante società produttrice di giocattoli di New York, che ha invitato la signora Fletcher a collaborare con loro per il lancio di un nuovo gioco da tavola basato su uno dei suoi romanzi. Meredith è una donna molto volitiva, che lavora nella società da oltre vent'anni e che è arrivata a esserne la vera responsabile. La donna tuttavia viene ritrovata uccisa nel laboratorio della Marathon Toys e Jessica comincia a investigare per trovare il colpevole.